# Melanie Roche
Melanie Jane Roche, född 9 november 1970 i Sydney i New South Wales är en australisk softbollspelare, som spelade pitcher för det australiska landslaget i fyra raka OS. Hon har vunnit tre bronsmedaljer i de olympiska sommarspelen 1996, 2000 och 2008 och en silvermedalj vid olympiska sommarspelen 2004.
Roche är en av tre australiska softbollspelare som spelat i alla olympiska turneringar, tillsammans med Natalie Ward och Tanya Harding.